# Psicoterapia RET - REBT
La psicoterapia RET - REBT, meglio nota come terapia razionale emotiva (Rational-Emotive Therapy, RET) e successivamente come "terapia razionale emotiva comportamentale" (Rational-Emotive Behaviour Therapy, REBT), è una teoria e una prassi psicologica-clinica di tipo attivo e di impostazione cognitivo-comportamentale, che attribuisce importanza focale al fatto che frequentemente gli individui strutturano inconsapevolmente i propri "disturbi" emotivi - e che quindi sono essi stessi a possedere la fondamentale capacità di "cambiarli" e di scegliere una vita emotiva più soddisfacente. La terapia è stata elaborata dallo psicologo clinico Albert Ellis negli anni cinquanta e promossa in Italia dallo psichiatra e psicoterapeuta Cesare De Silvestri.
L'importanza della REBT sta anche nel fatto che è stata storicamente la prima forma di terapia cognitivo-comportamentale.

## Storia
La REBT è sia un sistema psicoterapeutico di teoria e pratica, sia una scuola di pensiero stabilita da Albert Ellis. Ellis presentò le sue idee per la prima volta ad una conferenza dell'American Psychological Association nel 1956, e nel 1957 pubblicò un articolo intitolato "Psicoterapia razionale e psicologia individuale", in cui pose le basi per ciò che chiamava Rational Therapy (RT), e in cui rispose con attenzione alle domande di Rudolf Dreikurs e di altri sulle somiglianze e le differenze tra il suo approccio e la psicologia individuale di Alfred Adler. Questo avvenne circa un decennio prima che lo psichiatra Aaron Beck esponesse per la prima volta la sua "terapia cognitiva", dopo che Ellis lo aveva contattato a metà degli anni '60. L'approccio di Ellis fu ribattezzato Rational Emotive Therapy nel 1959, quindi nel 1992 Rational-Emotive Behaviour Therapy.
I precursori di alcuni aspetti fondamentali di questa terapia sono stati identificati nelle antiche tradizioni filosofiche, in particolare lo stoicismo. Nel suo primo importante libro sulla terapia razionale, Ellis scrisse che il principio centrale del suo approccio, ovvero che le persone sono raramente emotivamente influenzate da eventi esterni, ma piuttosto dal loro pensiero su tali eventi, "fu originariamente scoperto e dichiarato dagli antichi filosofi stoici". Ellis lo illustra con una citazione dell'Enchiridion di Epitteto: "Gli uomini non sono disturbati dalle cose, ma dalle opinioni che essi prendono di loro". Ellis ha osservato che Shakespeare ha espresso un pensiero simile in Amleto: "Non c'è niente di buono o cattivo, ma il pensiero lo rende così". Ellis riconosce tra i suoi precursori anche i terapeuti dell'inizio del XX secolo, in particolare Paul Charles Dubois, sebbene abbia letto il suo lavoro solo diversi anni dopo lo sviluppo la sua terapia.

## Assunti teorici
Una premessa fondamentale della REBT è che gli esseri umani non vengono disturbati emotivamente da circostanze sfortunate, ma dal modo in cui costruiscono le loro opinioni su queste circostanze, attraverso il linguaggio, le credenze valutative, i significati e le filosofie sul mondo, se stessi e gli altri. Questo concetto è attribuito al filosofo romano Epitteto, che viene spesso citato per aver utilizzando idee simili nell'antichità. Nella REBT, i clienti di solito imparano e iniziano ad applicare questa premessa imparando il modello di disturbo e cambiamento psicologico "A-B-C-D-E-F". Il modello A-B-C afferma che non è una A, (avversità o evento attivante) che causa C (conseguenza disfunzionale emotiva o comportamentale), ma anche ciò che le persone credono (B, beliefs) irrazionalmente sulla A. Le avversità possono essere una situazione esterna, o un pensiero, un sentimento o un altro tipo di evento interno e possono riferirsi a un evento nel passato, nel presente o nel futuro.
Il modello A-B-C-D-E-F è così esemplificato:
A- Le avversità
B- La credenza sviluppata nella persona sulle A avversità
C- Le conseguenze, ma le conseguenze delle credenze della persona, cioè B
D- Le dispute della persona di A B e C nel pensiero di quest'ultima.
E- L'effettiva nuova filosofia o convinzione che si sviluppa in quella persona attraverso l'occorrenza di D nella sua mente.
F- I sentimenti sviluppati di sé stessi dopo il punto C o dopo il punto E.
Le B, ovvero le credenze irrazionali, che sono la parte più importante nel modello A-B-C, sono significati filosofici espliciti o impliciti e ipotesi su eventi, desideri personali e preferenze. Le credenze più significative sono altamente valutative e consistono in aspetti e dimensioni cognitivi, emotivi e comportamentali integrati e interrelati. Secondo la REBT, se il giudizio valutativo (B) di una persona rispetto ad A è rigido, assolutistico, fittizio e disfunzionale, è probabile che la C, la conseguenza emotiva e comportamentale,  sia controproducente e distruttiva. In alternativa, se la credenza di una persona è preferenziale, flessibile e costruttiva, la conseguenza emotiva e comportamentale sarà probabilmente auto-aiutante e costruttiva.
Attraverso la REBT, comprendendo il ruolo mediatore dei loro significati illogici, valutativi, non realistici e autolesionistici, gli individui possono imparare a identificarli, quindi andare a D, disputando e mettendo in discussione le loro evidenze. In E, una nuova filosofia efficace, essi possono riconoscere e rafforzare l'evidenza per qualsiasi atto psicopatologico, distinguerlo da costrutti sani e sottoscrivere filosofie più costruttive e auto-aiutanti. Questa nuova prospettiva ragionevole porta a F, nuovi sentimenti e comportamenti appropriati alla A che si sta affrontando.
La teoria della REBT presuppone che gli esseri umani abbiano tendenze innate sia razionali (ovvero auto-aiutanti, socialmente utili e costruttive) sia irrazionali (cioè autolesionistiche, socialmente dannose e inutili). La REBT afferma che le persone in larga misura consciamente e inconsciamente costruiscano difficoltà emozionali come autoaccusa, autocommiserazione, rabbia, dolore, colpa, vergogna, depressione e ansia, e comportamenti o tendenze comportamentali come procrastinazione, compulsività, evitamento, dipendenza e ritiro, a causa di pensieri, emozioni e comportamenti irrazionali e autolesionisti. La REBT viene quindi applicata come un processo educativo in cui il terapeuta insegna direttamente al cliente come identificare credenze e filosofie irrazionali e autolesionistiche che in natura sono rigide, estreme, irrealistiche, illogiche e assolutiste, e poi con forza e attivamente metterle in discussione e sostituirle con altre più razionali e auto-aiutanti. Utilizzando diversi metodi e attività cognitive, emotive e comportamentali, il cliente, insieme con l'aiuto del terapeuta e gli esercizi a casa, può ottenere un modo di pensare, sentire e comportarsi più razionale, autoefficace e costruttivo. Uno degli obiettivi principali della REBT è mostrare al cliente che ogni volta che si verificano eventi spiacevoli nella vita delle persone, esse possono scegliere di sentirsi, in modo sano, disinteressatamente dispiaciuti, delusi, frustrati e infastiditi, o di sentirsi, in modo malsano, sconfitti, inorriditi, terrorizzati, in preda al panico, depressi, odiatori di sé e autocommiseranti. Raggiungendo e assimilando una filosofia più razionale e auto-costruttiva su se stessi, gli altri e il mondo, le persone hanno spesso maggiori probabilità di comportarsi e sentire in modi più adattivi.